# Ariel (Plath)
Ariel è la seconda raccolta di poesie della poetessa e scrittrice statunitense Sylvia Plath. Fu pubblicata postuma dal marito Ted Hughes nel 1965, due anni dopo la sua morte. Il manoscritto originale era stato lasciato sulla scrivania della Plath, che lo aveva terminato poco tempo prima del suo suicidio e stava già scrivendo altre poesie per un'eventuale terza raccolta, che però non vide mai la luce.
Nell'edizione del 1965 di Ariel, Ted Hughes cambiò molte delle poesie della Plath, eliminandone dodici dall'edizione americana e tredici da quella inglese, sostituendole rispettivamente con dodici e dieci poesie (la maggior parte delle quali successive) che non erano mai state incluse nella raccolta. Spostò inoltre l'ordinamento delle poesie e incluse un'introduzione del poeta Robert Lowell, che Sylvia aveva conosciuto partecipando a un suo seminario di scrittura creativa.
Nel 2004 fu pubblicata l'edizione restaurata di Ariel che per la prima volta ripristina la selezione e la disposizione delle poesie come le aveva lasciate Plath. L'edizione del 2004 presenta anche una prefazione di Frieda Hughes, figlia di Sylvia Plath e Ted Hughes, e le copie originali delle bozze delle poesie scritte a mano e del manoscritto battuto a macchina con le eventuali correzioni.

## Poesie della raccolta (versione 1965)
Le poesie contrassegnate con l'asterisco non erano nel manoscritto originale di Sylvia Plath, ma furono aggiunte da Ted Hughes. Molte di queste risalgono alle ultime settimane di vita della poetessa.
1. "Morning Song"
2. "The Couriers"
3. "Sheep in Fog" *
4. "The Applicant"
5. "Lady Lazarus"
6. "Tulips"
7. "Cut"
8. "Elm"
9. "The Night Dances"
10. "Poppies in October"
11. "Berck-Plage"
12. "Ariel"
13. "Death & Co."
14. "Lesbos" (esclusa dall'edizione inglese)
15. "Nick and the Candlestick"
16. "Gulliver"
17. "Getting There"
18. "Medusa"
19. "The Moon and the Yew Tree"
20. "A Birthday Present"
21. "Mary's Song" * (solo nell'edizione americana)
22. "Letter in November"
23. "The Rival"
24. "Daddy"
25. "You're"
26. "Fever 103°"
27. "The Bee Meeting"
28. "The Arrival of the Bee Box"
29. "Stings"
30. "The Swarm"* (solo nell'edizione americana)
31. "Wintering"
32. "The Hanging Man"*
33. "Little Fugue"*
34. "Years"*
35. "The Munich Mannequins"*
36. "Totem"*
37. "Paralytic"*
38. "Balloons"*
39. "Poppies in July"*
40. "Kindness"*
41. "Contusion"*
42. "Edge"*
43. "Words"*

## Poesie reinserite (edizione 2004)
Poesie escluse nell'edizione del 1965 e reinserite nell'edizione del 2004:
1. "The Rabbit Catcher"
2. "Thalidomide"
3. "Barren Woman"
4. "A Secret"
5. "The Jailor"
6. "The Detective"
7. "Magi"
8. "The Other"
9. "Stopped Dead"
10. "The Courage of Shutting-Up"
11. "Purdah"
12. "Amnesiac"
13. "Lesbos"

## Edizioni italiane
I testi della raccolta sono compresi in due volumi:
- Tutte le poesie, a cura di Anna Ravano, Oscar Mondadori, 2013 (poi ristampato nel 2019).
- Opere, Mondadori, I Meridiani, 2002.

In Italia, la raccolta non è mai stata pubblicata in maniera autonoma, né nella versione del 1965 né in quella del 2004.